# Tiszabábolna
Tiszabábolna község Borsod-Abaúj-Zemplén vármegyében, a Mezőkövesdi járásban. A vármegye délkeleti részén, a Borsodi Mezőség Tájvédelmi Körzetben lévő, Tisza-melléki település.

## Fekvése
A Tisza partján, a Súlymos-főcsatorna torkolatánál fekszik. Borsodivánkától 12,5, Mezőkövesdtől 28, Ároktőtől 15 kilométer távolságra található, a Mezőkövesdtől Ároktőig húzódó 3302-es út mentén. Borsod-Abaúj-Zemplén vármegye egyik legdélebbi fekvésű települése. Tömegközlekedéssel Mezőkövesd és Mezőcsát felől a Volánbusz 4010-es járatával közelíthető meg.

## Története
A mai Magyarország területén három Bábolna ismert (Bihar, Borsod, Komárom vm.) Mindhárom a Koppány (Katapán) nemzetségbeli Bábolnai család birtoka volt, így az adatok szétválasztása nehéz, olykor önkényes. Tiszabábolna (korábban Mezőbábolna) első ismert írásos említése 1215-ből való, ekkor Bobona néven, 1259-ben Babana, 1261-ben Babuna, 1280 körül Mezeu Babuna alakokban is írják.
1215-ben a hevesi udvarbíró poroszlójának nevében merül fel. 1259-ben Gergely felesége végrendelkezett, minden javát férjére hagyván.
Kérdéses, hogy ez volt-e az a Bábolna, amelyet a király (Baksa nemzetségbeli) Tamás fia Simonnak adott, majd rövid idő múlva visszavett tőle. (Az ezt tárgyaló oklevél gyanús hitelű.)
1280 körül Bábolnai Miklós ispán fia, János perbe fogta a többi Bábolnait Mezőbábolna (Borsod vm.) – ma Tiszabábolna – és Tolmabábolna (Komárom vm.) birtokáért; a Bábolnaiak pedig Miklós fia Jánost amiatt, hogy több földje van a közösből, mint megilleti, s amellett Jánost tolvajnak, rablónak, gyilkosnak, és oklevél-hamisítónak mondták: esset fur, latro, homicida, fabricator monete, falsarius et quod de patre suo nunc haberetur. Ez idő tájt a Farmosiak is perben állnak Gergely fiaival.
1309-ben Bábolna negyedrészét /Szolnoki/ Mengueth fia, Menguet özvegye 8 M-ért eladta rokonának, Biche fia Péternek.
1325-ben Bábolnai István megölte Vrach fia Bodurt; a vérdíjban Ábrányi János részére lefoglalt bábolnai birtokrészét rokonság és szomszédság jogán megváltotta Kemeji Miklós mester 30 M-ért, amit lóban, posztóban és pénzben (equis et panno ac grossorum den-rum) fizetett meg.
1328-ban, midőn Koppan fia István itteni birtokát körülhatárolták, Kemeji Miklós tiltakozott.
A Koppán nemzetség  tagjai közül Bábolnán (Tiszabábolna) birtokosok voltak  még Miklós 1325 és Koppány 1337-ben.
Tiszabábolnán levő birtokaik a rokon Kemej családra szálltak át, akiktől a 15. század elején a Rozgonyiak szerezték meg.

## Közélete

### Polgármesterei
- 1990–1994: Császár Béla (független)[3]
- 1994–1998: Császár Béla (független)[4]
- 1998–2002: Hencz Zsolt (független)[5]
- 2002–2006: Hencz Zsolt (független)[6]
- 2006–2010: Hencz Zsolt (független)[7]
- 2010–2014: Hencz Zsolt (független)[8]
- 2014–2019: Hencz Zsolt (Fidesz-KDNP)[9]
- 2019–2024: Hencz Zsolt (Fidesz-KDNP)[10]
- 2024– : Bernáth Erik (független)[1]

## Népesség
A település népességének változása:
| Lakosok száma | 379  | 362  | 343  | 334  | 277  | 281  | 273  |
|               | 2013 | 2014 | 2015 | 2021 | 2022 | 2023 | 2024 |

2001-ben a településen mindenki magyar nemzetiségűnek vallotta magát.
A 2011-es népszámlálás során a lakosok 99,2%-a magyarnak, 0,8% németnek mondta magát (0,8% nem nyilatkozott; a kettős identitások miatt a végösszeg nagyobb lehet 100%-nál). A vallási megoszlás a következő volt: római katolikus 80,6%, református 8,1%, görögkatolikus 1%, felekezeten kívüli 3,9% (6% nem válaszolt).
2022-ben a lakosság 90,3%-a vallotta magát magyarnak, 0,7% németnek, 3,2% egyéb, nem hazai nemzetiségűnek (9,4% nem nyilatkozott; a kettős identitások miatt a végösszeg nagyobb lehet 100%-nál). Vallásuk szerint 38,6% volt római katolikus, 5,1% református, 2,2% egyéb katolikus, 6,5% felekezeten kívüli (47,3% nem válaszolt).

## Nevezetességei
- Római katolikus templom
- Szajlai Holt-Tisza horgásztó
- Szélkiáltó tanösvény

## Külső hivatkozások
- Tiszabábolna az utazom.com honlapján